# منتصلة مقلقة
منتصلة مقلقة (الاسم العلمي: Achromobacter anxifer) هي نوع من البكتيريا، سلبية الغرام، تتبع المنتصلة.